# Amplificatore OTL
Un amplificatore OTL, o Output Transformer Less (in italiano "amplificatore senza trasformatore di uscita") è un amplificatore elettronico, tipicamente a valvole, in cui gli elementi attivi dell'amplificatore sono direttamente accoppiati al carico invece che tramite un trasformatore di accoppiamento.

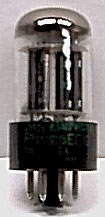
La 6SN7, uno dei tubi più utilizzati negli OTL

## Introduzione
Per loro stessa natura, i tubi elettronici lavorano con tensioni elevate e basse correnti. Questo conferisce loro una impedenza d'uscita particolarmente alta. Per l'accoppiamento verso altoparlanti (aventi di solito impedenze basse, da 2 a 16 ohm), si è sempre utilizzato un trasformatore, detto di "accoppiamento", col ruolo di adattatore di impedenza. 
In ambito Hi-Fi, il trasformatore rappresenta uno dei punti deboli della catena di amplificazione, dove il ciclo di isteresi del nucleo, la qualità dell'avvolgimento, e la progettazione e il calcolo dei parametri sono determinanti nella resa sonora.

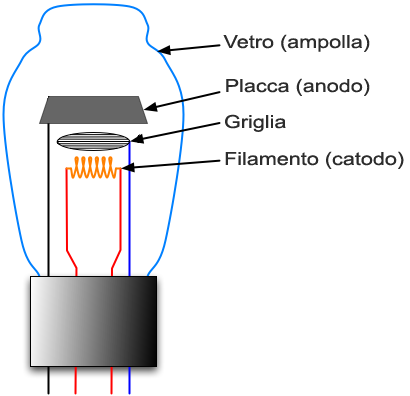
Schema di una valvola termoionica

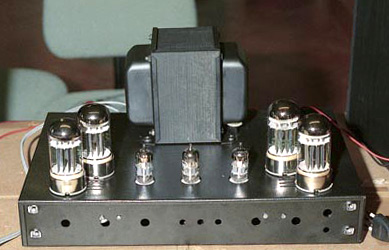
OTL artigianale con valvole 6AS7 finali ed ECC83 pilota

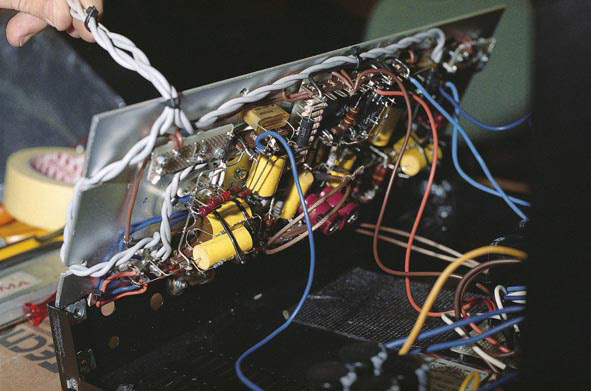
OTL artigianale con valvole 6AS7 finali ed ECC83 pilota. Lato componenti

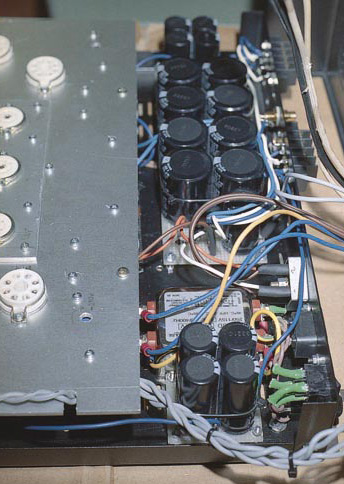
OTL artigianale con valvole 6AS7 finali ed ECC83 pilota. Batteria di condensatori di uscita e di filtro sull'alimentatore.

## Storia
Intorno agli anni cinquanta, in piena esplosione tecnologica, in un contesto dove da pochi decenni erano comparsi i tubi termoionici e l'elettronica andava evolvendosi a grande velocità, la bontà di un dispositivo quale un amplificatore veniva in buona parte misurata strumentalmente. A misure di laboratorio migliori corrispondeva un miglior progetto ed una migliore resa sonora. Ciò fu probabilmente dettato dalla limitazione dei dispositivi di ascolto di un tempo, costituiti da altoparlanti a tromba molto ingombranti e dalle particolari qualità timbriche.

In tale contesto la configurazione OTL, ovvero senza trasformatore d'uscita, suscitò grande interesse e approvazione, al punto da far divenire famoso un tale Julius Futterman, Americano, progettista ed ingegnere di professione.
Negli anni la configurazione OTL divenne dominio di pochi appassionati, per colpa di una certa difficoltà di progetto e di stabilità degli schemi proposti, ove una semplice tolleranza tra le diverse valvole poteva portare alla distruzione di una o più di esse. Inoltre l'arrivo del transistor fece tramontare questa tecnologia assieme a buona parte della tecnologia valvolare in genere.

## Caratteristiche generali
Attenzione il testo riportato qui sotto riporta nozioni puramente soggettive e usa un linguaggio privo di significato tangibile. Dire che "suona trasparente" e le "microdinamiche sonore" sono termini utilizzati solitamente dai Guru e da certi audiofili per descrivere soggettive sensazione che non corrispondono a qualcosa di misurabile o ripetibile sperimentalmente il più delle volte ottenute per effetto psicologico piuttosto che per una vera qualità tecnica dell'amplificatore, come anche la teoria del suono migliore al riscaldamento dell'amplificatore che spesso è dovuta all'assestarsi delle caratteristiche elettriche dei condensatori elettrolitici dopo un po' che sono sotto tensione o che gli otl siano sempre e in modo assoluto migliori di amplificatori che utilizzino trasformatori di accoppiamento.
All'ascolto, un amplificatore OTL è assolutamente trasparente e rende alla perfezione le micro e macrodinamiche sonore. La risposta in frequenza può estendersi fino al MHz, se non limitata da apposite capacità di uscita, e l'impedenza può arrivare a 4 ohm senza che l'amplificatore ne risenta.
È noto che gli amplificatori, soprattutto a valvole, hanno bisogno di un periodo di riscaldamento e di rodaggio. Mentre il rodaggio può impiegare diversi giorni di funzionamento, il riscaldamento si limita a 5-30 minuti, lungo i quali si può lasciare l'amplificatore a riposo o a basso regime. L'impatto del riscaldamento sul suono di un amplificatore valvolare è lampante, in quanto maggiore è la temperatura di esercizio degli elementi della valvola (in particolare filamento e griglia), maggiore e più regolare sarà il flusso elettronico tra catodo e anodo, e minore sarà la distorsione armonica dovuta alla dispersione elettronica al di fuori del percorso degli elettroni.
Per effetto dell'adattamento di impedenza fra impedenza d'uscita dell'amplificatore e impedenza di ingresso del carico, come succede per tutti gli amplificatori, il massimo rendimento si ha quando l'impedenza di uscita dell'amplificatore è uguale all'impedenza del carico e decresce tanto più quanto più questi due valori differiscono. Quindi, tenendo conto che l'impedenza di uscita di un amplificatore OTL non è mai particolarmente bassa per quante valvole finali si possano mettere in parallelo, questo tipo di amplificatore privilegia carichi con impedenza nettamente superiore a quella tipica di una cassa acustica commerciale. Questo li rende particolarmente adatti come amplificatori finali per cuffie, le quali tipicamente richiedono potenze basse e hanno impedenze che vanno da diverse decine di ohm a qualche centinaio di ohm.

## Pregi e difetti

### Vantaggi
Questo circuito, assomigliando allo stadio di uscita di un amplificatore a stato solido che per via della sua bassa impedenza di uscita consente di essere accoppiato direttamente al carico, ha il vantaggio primario di non soffrire delle distorsioni introdotte dall'accoppiamento per mezzo di un circuito magnetico.
I vantaggi principali sono:
- Assenza del trasformatore d'uscita
  - nessuna rotazione di fase dovuta all'accoppiamento induttivo del trasformatore
  - linearità assoluta per l'assenza di un ciclo di isteresi
- Risposta in frequenza molto estesa
- Facilità di progettazione
- Slew rate (velocità di risposta) elevatissimo

### Svantaggi
L'OTL presenta tra i suoi limiti:
- Basso rendimento
- Necessità di alimentazioni molto generose, caratterizzate da un'elevata capacità di filtro.
- Relativamente bassa potenza di uscita
- Fattore di smorzamento medio-basso